# Garmarna
Garmarna (Ґармарна) — шведський фольк-роковий гурт. Їхніми піснями є переважно скандинавські балади.

## Історія
Гурт виник 1990 року. Стефан Брісланд-Фернер (Stefan Brisland-Ferner), Ґотте Рінґквіст (Gotte Ringqvist) та Рікард Вестман (Rickard Westman) були вражені давньою шведською музикою, яку вони почули в театрі. Вони почали шукати давні мелодії та інструменти. Після першого року спільної гри до колективу приєднався Єнс Геґлін (Jens Höglin) на барабанах.
1992 року гурт записав свій перший EP. Музиканти вирішили, що жіночий вокал забезпечить контраст щодо темного настрою музики, тож запросили Емму Герделін, давню подругу гурту, що брала участь у записі EP як гість. Офіційно вона приєдналася до гурту 1993 року. Перший альбом розійшовся непоганим накладом і забезпечив гурту тур Скандинавією.
На альбомі Vittrad музиканти вирішили додати семпли та секвенсери. 1994 року Omnium видав Vittrad у США, додавши англійські переклади давніх пісень.
Garmarna відправилися у довгий тур Німеччиною, після чого 1996 року видали альбом Guds spelemän. Альбом добре розійшовся у Швеції й здобув позитивні відгуки на міжнародному рівні.
1998 року Garmarna провела низку концертів у церквах Північної Швеції, презентуючи свої інтерпретації середньовічних праць Гільдеґарди фон Бінґен, спільно з актрисою Феліцією Конрад.
1999 року гурт видав свій третій альбом Vedergällningen, в якому було поєднано рок і трип-хоп, атмосфера музики стала ще більш не ясною, ніж на попередніх альбомах.
Після Vedergällningen гурт повернувся до студії, аби завершити повнометражний альбом Гільдеґарди фон Бінґен, який було видано 2001 року. В основу треків цього альбому було взято композиції 12-го століття з латинськими текстами.
2003 року їхній перший EP було видано як повнометражний альбом із шістьма бонусними треками.

## Учасники
- Стефан Брісланд-Фернер (Stefan Brisland-Ferner) — скрипка, колісна ліра, семплер
- Емма Герделін (Emma Härdelin) — спів, скрипка
- Єнс Геґлін (Jens Höglin) — ударні, перкусія
- Ґотте Рінґквіст (Gotte Ringqvist) — гітара, скрипка, бек-вокал
- Рікарл Вестман (Rickard Westman) — гітара, бас-гітара, e-bow

## Дискографія
Альбоми
- Garmarna (1993, EP)
- Vittrad (1994)
- Guds spelemän (1996)
- Vedergällningen (1999)
- Hildegard von Bingen (2001)
- Garmarna (2003, перевидання EP 1993 року з шістьма бонусними треками)

Сингли
- Euchari (1999)
- Gamen (1999)
- En gång ska han gråta (1997)
- Herr Holger (1996)

Інші
- Rastlös (1999)